# تپه داردژ
تپه داردژ مربوط به دوره اشکانیان است و در شهرستان خرم‌آباد، بخش مرکزی، دهستان رباط نمکی، روستای بسطام (گهواره) واقع شده و این اثر در تاریخ ۲۸ اسفند ۱۳۸۵ با شمارهٔ ثبت ۱۸۷۹۲ به‌عنوان یکی از آثار ملی ایران به ثبت رسیده است.